# Laurent Moutinot

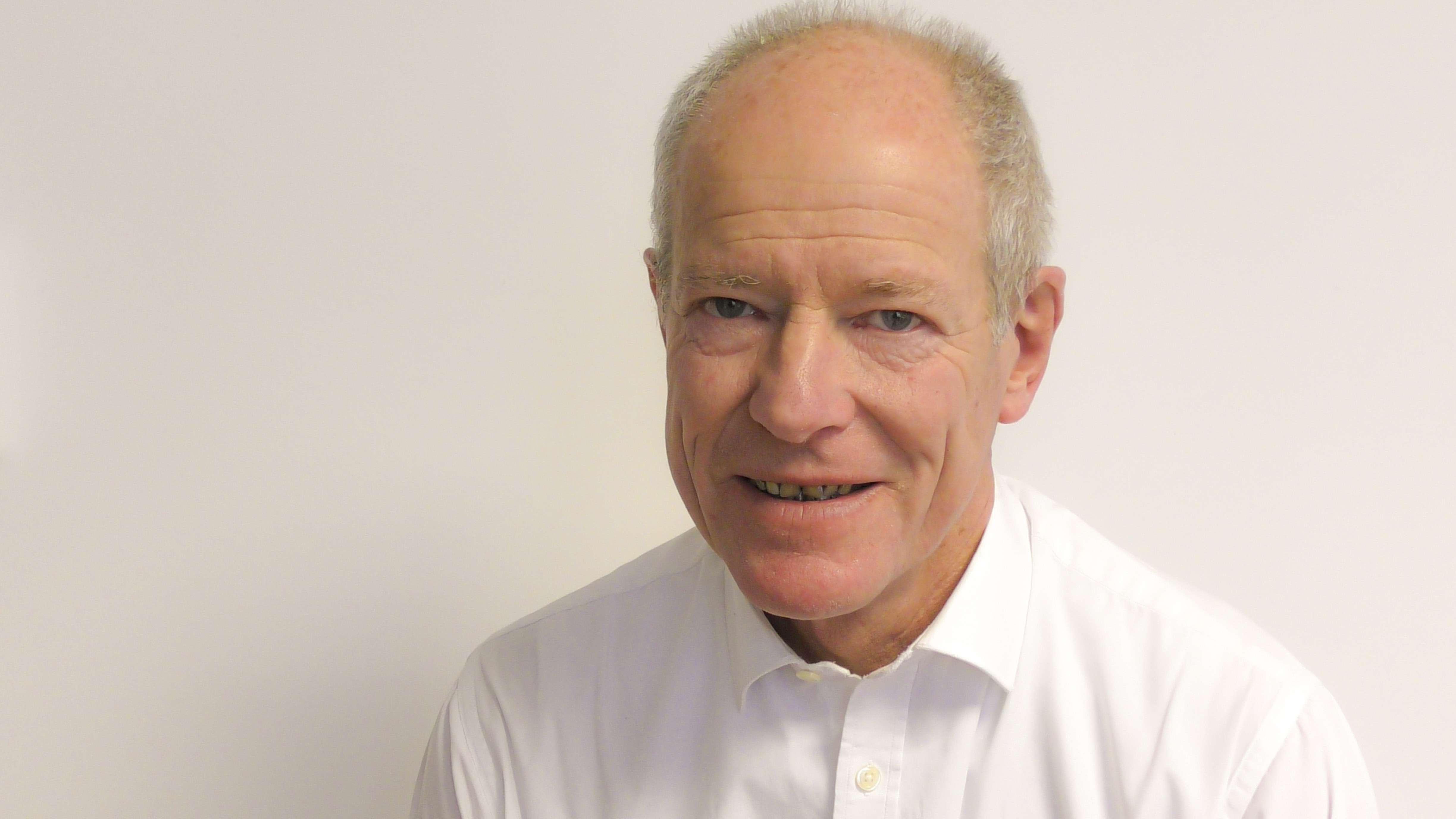
Laurent Moutinot, 2018

Laurent Moutinot (* 2. März 1953 in Genf, heimatberechtigt in Genf) ist ein Politiker im Kanton Genf der (SP).
Nach dem Lizentiat der Rechtswissenschaften an der Universität Genf erwarb Moutinot das Anwaltsdiplom. Von 1978 bis 1997 arbeitete er dann als Anwalt.
1993 wurde er in den Grossen Rat des Kantons Genf gewählt und war dort von 1994 bis 1996 Chef der Parlamentarischen Gruppe. Am 16. November 1997 wurde er zum Staatsrat ernannt. Dort stand er zuerst dem Département de l'aménagement, de l'équipement et du logement und später dem Département des institutions vor. Von Dezember 2007 bis Dezember 2008 war er Präsident des Staatsrats. 2009 schied er aus dem Amt aus.
2013 übernahm er den Vorsitz der chambre des relations collectives de travail (CRCT) (Kammer für kollektive Arbeitsbeziehungen) und wurde dort im November 2017 für 6 Jahre wiedergewählt.
Moutinot ist verwitwet und hat drei Kinder. Er wohnt in Bellevue.